# Usellus
Usellus (sardisk: Usèddus) er en by og en kommune (comune) i provinsen Oristano i regionen Sardinien i Italien. Byen ligger i 289 meters højde og har 773 indbyggere (2016). Kommunen har et areal på 35,07 km² og grænser til kommunerne Albagiara, Ales, Gonnosnò, Mogorella, Villa Verde og Villaurbana.